# Montagnareale
Montagnareale est une commune italienne de la province de Messine dans la région Sicile en Italie.

## Géographie
La localité est située à 172 km de Palerme et à 69 km de Messine.

## Histoire
La ville a été initialement appelée Casale della Montagna. Ce nom, a été également utilisé pour Patti, municipalité adjacente, ainsi que d'autres maisons ; parmi lesquelles la plus grande et plus importante ferme, pour les produits exportés. Les principales activités ont consisté principalement en l'élevage des porcs et des moutons. La culture intensive de châtaignes, de figues, une industrie florissante de soie et de linge ont longtemps employé une main d'œuvre locale.

Atteinte d'une certaine prospérité et de richesse, Casale della Montagna s'est émancipé du domaine Patti. En 1636, Philippe IV d'Espagne, engagé dans la guerre contre la France, fait appel aux villes de son royaume, dont Patti, pour l'aider financièrement dans son entreprise. La lettre de demande de Philippe IV est parvenue à Patti lorsque la ville était menacée par la séparation de la plus importante de ses maisons, Montagnareale aujourd'hui. Avec le soutien de Don Ascanio Ansalone, noble de Messine et membre du Conseil de l'actif, Casale della Montagna a travaillé pendant un certain temps pour atteindre l'autonomie. Malgré les protestations et les menaces de la ville de Patti de ne pas répondre aux appels à l'aide du roi Philippe IV, la séparation de Montagnareale  a été acceptée en échange de quatre boucliers.
En Octobre 1636, le Casale della Montagna était déjà indépendante et a pris le nom de montagne royale, indiquant la libération du domaine Patti et la dépendance directe de la propriété royale. Montagnareale a été ajouté sur le territoire de la forteresse qui appartenait à la ville de Patti. Contre l'avis des patriciens, Montagnareale a ensuite été vendu à Don Antonio Scribano, Génois, qui, le 13 juillet 1639, le revend à Don Ascanio Ansalone, ce dernier obtenant ainsi le titre de duc. Sous le gouvernement de Ansalone, puis de Vianisi, Montagnareale s'est développé économiquement et démographiquement. Malgré les pestes, famines et tremblements de terre tels que celui de 1693, la population a augmenté.
Le "jus populandi" a conduit au système communal, y compris Montagnareale, une partie de la population des villes et des terres publiques. Ce phénomène a conduit au transfert à Montagnareale de nombreux ouvriers et colons ainsi que de leurs familles de Patti.

## Administration
| Période                                  | Période  | Identité    | Étiquette | Qualité |
| ---------------------------------------- | -------- | ----------- | --------- | ------- |
|                                          |          |             |           |         |
| 17 juin 2008                             | En cours | Anna Sidoti |           |         |
| Les données manquantes sont à compléter. |          |             |           |         |

### Hameaux
San Nicolella

### Communes limitrophes
Gioiosa Marea, Librizzi, Patti, Sant'Angelo di Brolo